# Dalkey Atmospheric Railway
La Dalkey Atmospheric Railway era una ferrovia pneumatica costruita come estensione della Dublin and Kingstown Railway fino a Dalkey, sobborgo di Dublino, in Irlanda.

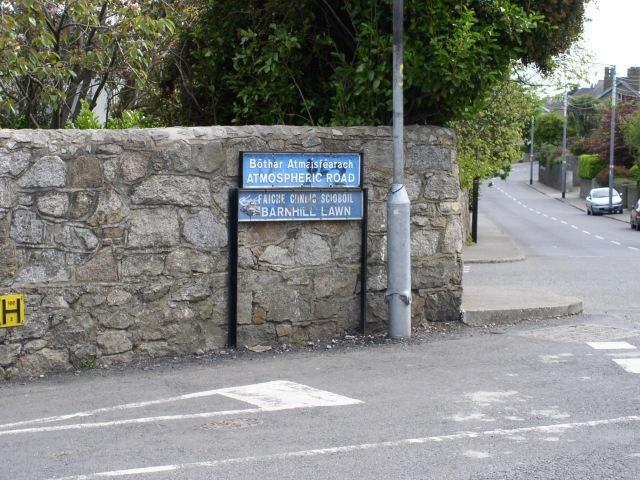
Vestigia del sito della antica stazione

## Storia
La linea fu la prima realizzazione al mondo del sistema di propulsione pneumatico ideato da Samuel Clegg e dai fratelli Jacob e Joseph Samuda che ne costruirono l'equipaggiamento pneumatico. La concessione venne accordata
a William Dargan e il progetto fu approntato da Charles Vignoles. L'apertura avvenne il 19 agosto 1843 ma l'inaugurazione ufficiale fu fatta il 29 marzo 1844. La particolare ferrovia fu tenuta in esercizio per un decennio, fino alla chiusura del 12 aprile 1854. Dopo la chiusura la linea venne riconvertita in ferrovia a scartamento largo irlandese da 1600 mm. Il suo percorso fa oggi, (2010), parte della DART.
La ferrovia venne costruita riutilizzando parti adattate di una tranvia industriale che era stata realizzata per i lavori di costruzione del porto di Dún Laoghaire (Kingstown). La linea aveva la lunghezza di circa 2,8 km, scartamento normale e pendenza massima del 10 per mille. La velocità massima raggiunta in salita era di circa 40 km/h, mentre il ritorno avveniva per gravità. La stazione di pompaggio era a Dalkey e cessava di aspirare aria dal condotto di trazione quando il treno arrivava a circa 50 metri dalla fine corsa; il resto della corsa avveniva per inerzia..